# Neubrücke (Nahe)
Neubrücke ist ein Ortsteil der Ortsgemeinde Hoppstädten-Weiersbach im Landkreis Birkenfeld in Rheinland-Pfalz.
Neubrücke liegt direkt an der Bundesautobahn 62 von Nonnweiler nach Landstuhl (Abfahrt Birkenfeld) sowie an der Eisenbahntrasse Saarbrücken–Mainz, der Nahetalbahn (Regionalbahnhof Birkenfelder Land). Neubrücke ist Sitz des „Umwelt-Campus Birkenfeld“, eines Standortes der Hochschule Trier, der sich auf dem Gelände des ehemals größten Militärhospitals der USA in Europa befindet.
Des Weiteren ist Neubrücke der Austragungsort des Umwelt-Filmfestivals, welches von Studierenden des Umwelt-Campus Birkenfeld im Rahmen eines Projektes veranstaltet wird.
1944 und 1945 bestand hier das KZ-Außenlager Neubrücke des Konzentrationslagers SS-Sonderlager Hinzert.
In Neubrücke befinden sich zwei der drei Industriegebiete Hoppstädten-Weiersbachs. Dort ist unter anderem die bekannte Firma Fissler angesiedelt, die durch den Fissler Vitavit, einen Schnellkochtopf, und die Gulaschkanone bekannt geworden ist.
Außerdem gibt es seit Dezember 2001 ein großes Kinocenter („Movietown“).
In der ehemaligen Housing Area der US-Armee siedelte sich im Jahr 2012 das chinesisch-deutsche Unternehmen International Commercial Center Neubrücke (ICCN GmbH) an; inzwischen firmieren dort über 250 Handelsfirmen chinesischer Gründer, sodass heute in Neubrücke 600 Chinesen leben, die das Leben im Ort entscheidend prägen.

## Galerie Neubrücke

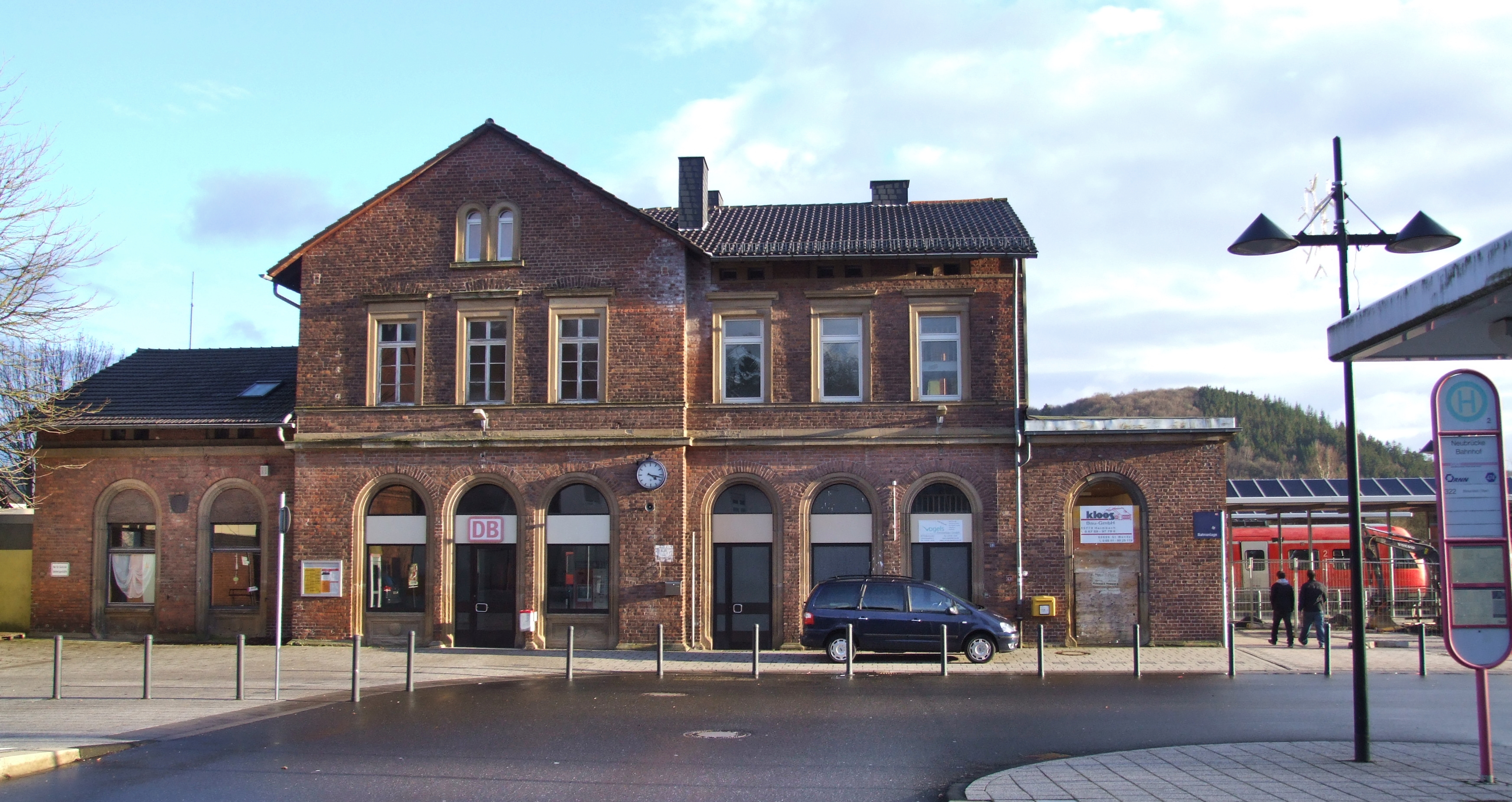
Bahnhof Neubrücke (Nahe), heute Ortsteil von Hoppstädten-Weiersbach
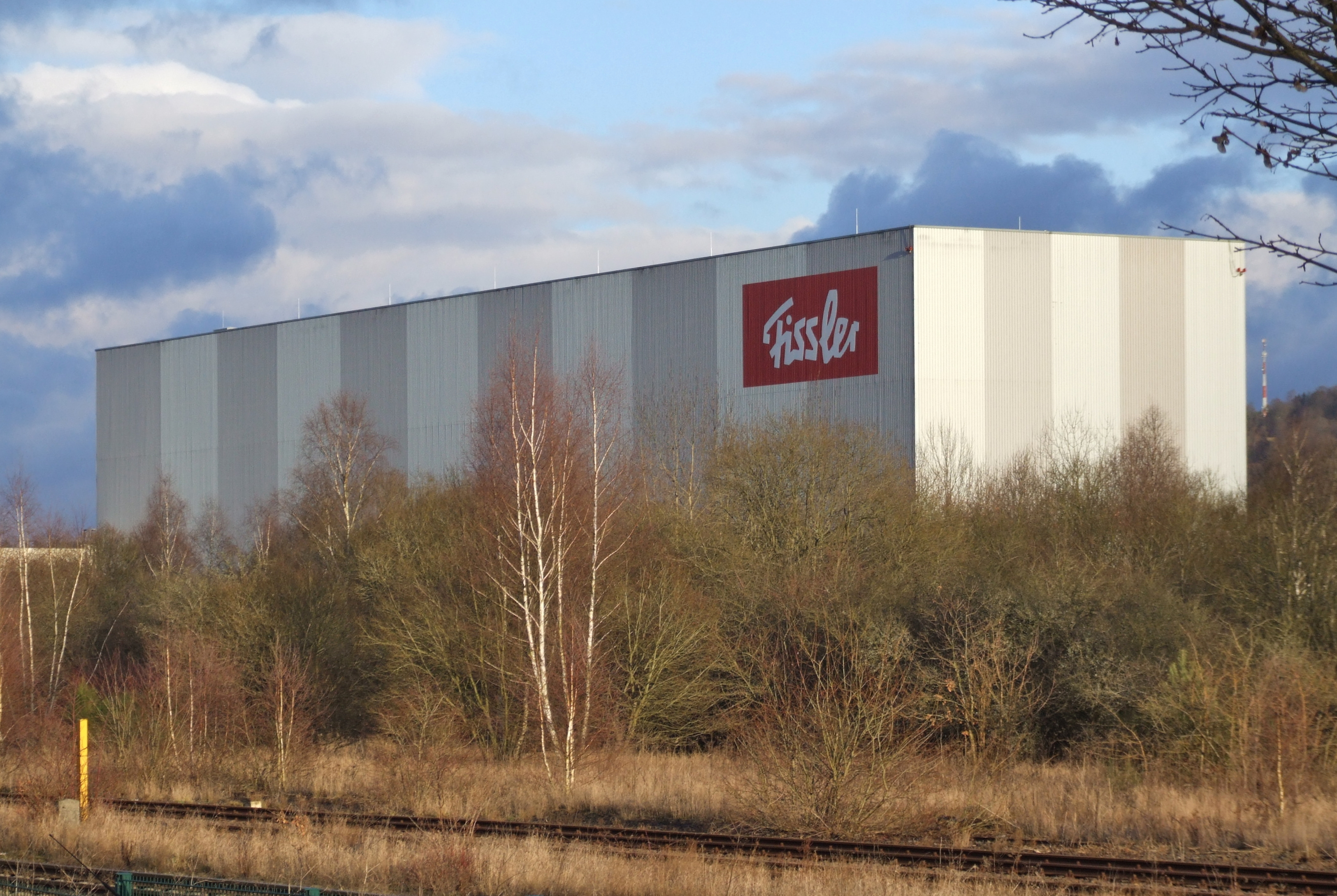
Hochregallager des Kochgeräteherstellers Fissler im Gewerbegebiet Neubrücke
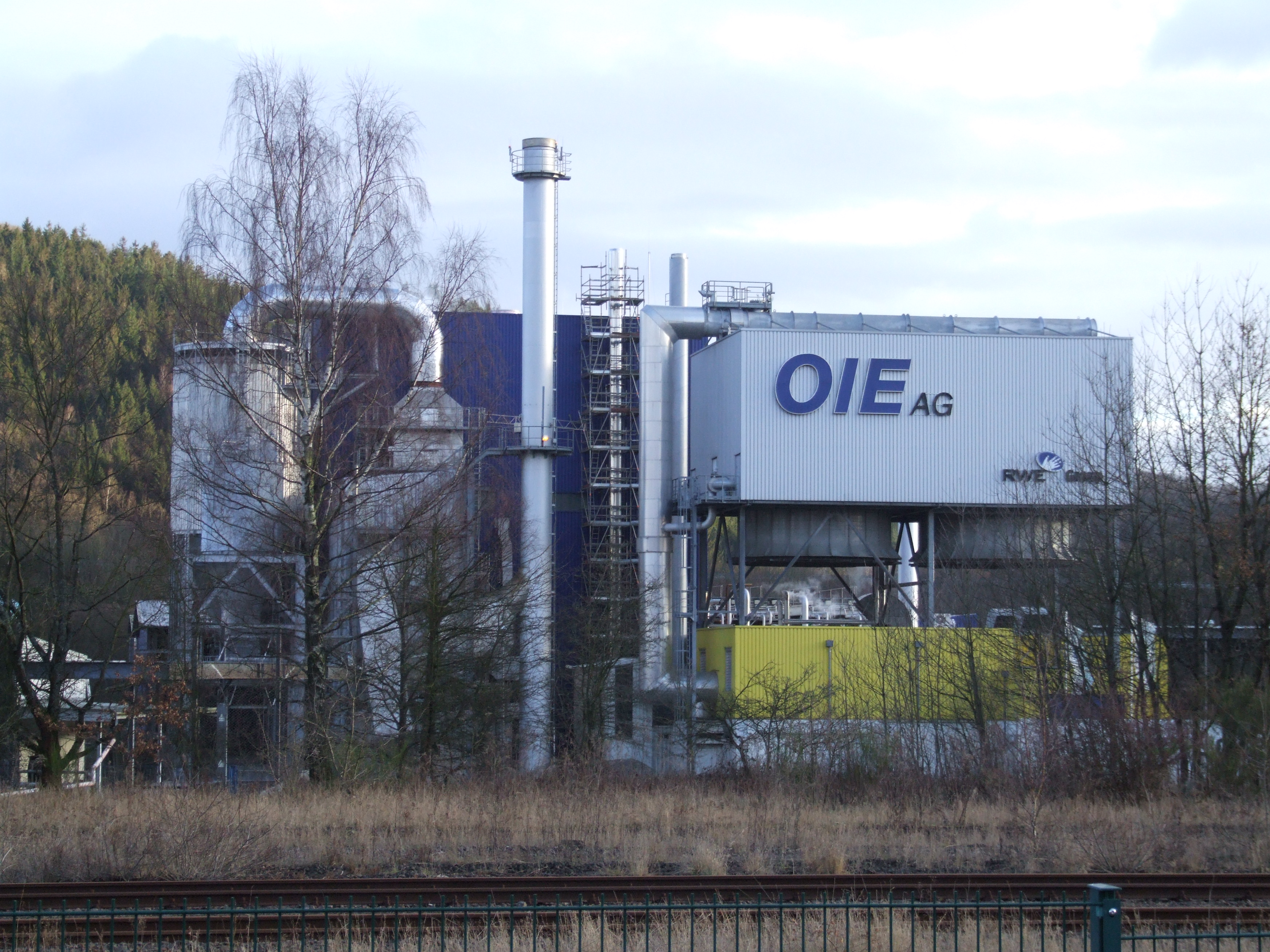
Kraftwerk der OIE AG, eine Tochter der RWE in Neubrücke
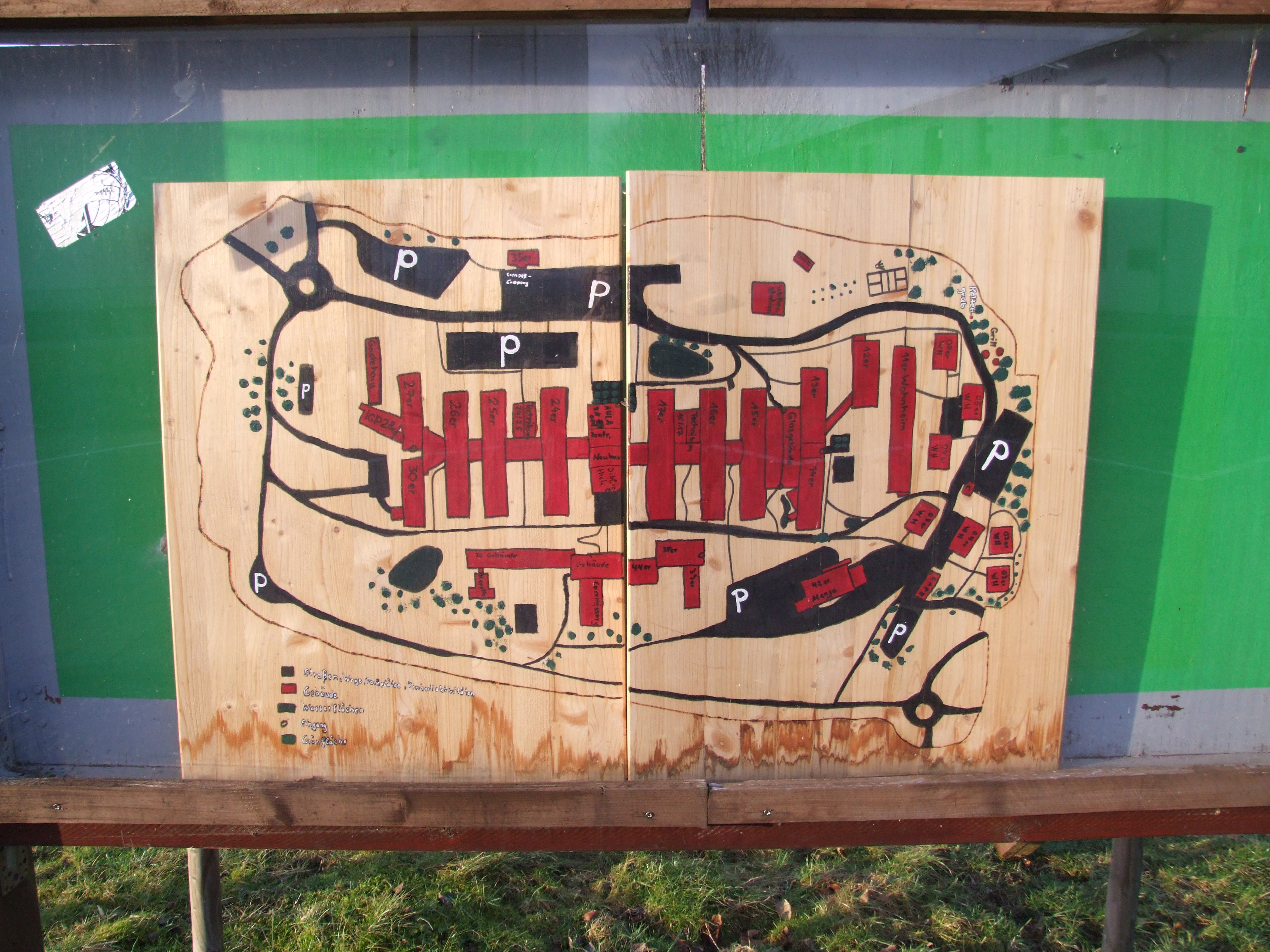
Einfacher Plan des Umwelt-Campus Birkenfeld